# Nikola Grbić
Nikola Grbić (serbio Никола Грбић; Zrenjanin, Serbia; 6 de septiembre de 1973) es un exjugador profesional y entrenador de voleibol serbio. Ha sido internacional con la Selección de Serbia  hasta el 2010 y actualmente es el entrenador de ZAKSA Kędzierzyn-Koźle polaco.

## Trayectoria

### Jugador

#### Clubes
Después de unos anos en patria en las filas del  Vojvodina Novi Sad, en la temporada 1994/1995 emigra al Gabeca Montichiari en la Serie A1 italiana. Un ano después baja de categoría militando en el Sporting Club Catania ganando el campeonato de A2 antes de regresar en Montichiari. En la temporada 1997/1998 ficha por el PV Cuneo donde gana sus primeros títulos, Copa Cev, Supercopa de Europa y Copa Italia. Dos años más tarde ficha por el Sisley Treviso y consigue ganar su primera  Champions League en la temporada 1999/2000. Entre 2001 y 2007 milita en las filas de Volley Milano y Pallavolo Piacenza después de la fusióon de los dos equipos. En el verano 2007 se marcha al Trentino Volley ganando por fin su primera Liga y su seconda  Champions League. Regresa al PV Cuneo en la temporada 2009/2010 llogrando su segunda Liga y su tercera final de  Champions League con tre equipos distintos.
En octubre de 2013 tras 19 temporadas en la Liga italiana se marcha al Zenit Kazán ruso y después de acabar la temporada ganando el  Campeonato elige dejar de jugar.

#### Selección nacional
Grbić ha sido internacional con la Selección de voleibol de la República Federal de Yugoslavia  laureándose campeón olímpico en los  Juegos Olímpicos de Sídney 2000; tras la desaparición de esa nación con la  Selección de Serbia y Montenegro  y finalmente con la Selección de Serbia. Deja la selección después del  Mundial 2010 tras ganar el bronce y ser coronado como Mejor Armador en la competición .

### Entrenador
En verano 2014 regresa a Italia y empieza su trayectoria como entrenador en el Sir Safety Perugia y al principio de febrero de 2015 es nombrado seleccionador de Serbia.
En su primer torneo como seleccionador llega hasta la final de la  Liga Mundial de 2015 donde su equipo es derrotado por la selección de Francia por 3-0. El año siguiente consigue el primer título de la Liga Mundial en la historia de la selección serbia al derrotar por 3-0 a Brasil en la final disputada en Cracovia. Deja el banquillo de la selección en verano de 2019 después de no conseguir la calificación a los Juegos Olímpicos de Tokio.
A nivel de clubes tras una temporada en Perugia toma el mando del Blu Volley Verona donde se queda por tres temporadas hasta el final de la 2018/19. En verano 2019 se marcha a Polonia en el banquillo de ZAKSA Kędzierzyn-Koźle.

## Palmarés

### Clubes
- Segunda División de Italia A2 (1): 1995/1996
- Campeonato de Italia (2): 2007/2008, 2008/2009
- Copa de Italia (3): 1998/1999, 1999/2000, 2010/2011
- Supercopa de Italia (1): 2010
- Champions League (2): 1999/2000, 2008/2009
- Supercopa de Europa (2): 1997, 1999
- Recopa de Europa/Copa CEV (2): 1997/1998, 2009/2010
- Challenge Cup (1): 2005/2006
- Campeonato de Rusia (1): 2013/2014